# Szürketaxi FC
A Szürketaxi FC egy megszűnt labdarúgócsapat, melynek székhelye Budapest XIII. kerületében volt. A csapat legjobb eredménye az NB I-ben egy kilencedik helyezés még az 1937-38-as idényből. 1947-ben a klub beolvadt a MOGÜRT SC csapatába.

## Névváltozások
- 1932–1937 Szürketaxi FC
- 1937–1940 Taxisok
- 1946–1947 Szürketaxi FC

## Híres játékosok
* a félkövérrel írt játékosok rendelkeznek felnőtt válogatottsággal.
- Csikós Gyula
- Kárpáti Pál
- Kiszely István
- Kohut Vilmos
- Miklósi István
- Seres Gyula
- Takács József
- Tóth Lajos

## Sikerek
NB I
- Résztvevő: 1937-38, 1938-39, 1939-40

NB II
- Bajnok: 1936-37